# Rosenholm Kommune
Rosenholm Kommune i Århus Amt blev dannet ved kommunalreformen i 1970. Ved strukturreformen i 2007 indgik den i Syddjurs Kommune sammen med Ebeltoft Kommune, Midtdjurs Kommune og Rønde Kommune. Kommunen var opkaldt efter herregården Rosenholm.

## Tidligere kommuner
Rosenholm Kommune blev dannet ved sammenlægning af følgende 5 sognekommuner:
| Kommune                  | Folketal 1. januar 1970 | Byer                |
| ------------------------ | ----------------------- | ------------------- |
| Hornslet                 | 3.375                   | Hornslet og Rodskov |
| Hvilsager-Lime           | 1.365                   | Lime                |
| Mygind-Krogsbæk-Skørring | 850                     |                     |
| Mørke                    | 2.298                   | Mørke               |
| Søby-Skader-Halling      | 778                     | Søby                |
| I alt                    | 8.666                   |                     |

Hertil kom et lille areal fra Vorre (Skødstrup Sogn) i Aarhus Kommune. Mørke Sogn afgav derimod Ugelbølle og Balslev Gårde ejerlav til Rønde Kommune.

## Sogne
Rosenholm Kommune bestod af følgende sogne:
- Halling Sogn (Galten Herred)
- Hornslet Sogn (Øster Lisbjerg Herred)
- Hvilsager Sogn (Sønderhald Herred)
- Krogsbæk Sogn (Sønderhald Herred)
- Lime Sogn (Sønderhald Herred)
- Mygind Sogn (Sønderhald Herred)
- Mørke Sogn (Øster Lisbjerg Herred)
- Skader Sogn (Sønderhald Herred)
- Skørring Sogn (Sønderhald Herred)
- Søby Sogn (Sønderhald Herred)

## Borgmestre[4]
| Navn                   | Parti             | Periode   |
| ---------------------- | ----------------- | --------- |
| Jens Hougaard Jensen   | Venstre           | 1970-1971 |
| Niels Barslund Nielsen | Venstre           | 1971-1978 |
| Egon Ree               | Socialdemokratiet | 1978-1982 |
| Niels Høgh             | Venstre           | 1982-1986 |
| Egon Ree               | Socialdemokratiet | 1986-1998 |
| Merete Eske Pedersen   | Venstre           | 1998-1999 |
| Inger Nielsen          | Socialdemokratiet | 1999-2002 |
| Richard Volander       | Venstre           | 2002-2006 |

## Rådhus
Rosenholm Kommunes rådhus på Tingvej 17 i Hornslet er opført i 1982. Som nuværende administrationsbygning i Syddjurs Kommune huser den skole- og familieområderne, mens resten har hjemsted på rådhuset i Ebeltoft.